# Erección del clítoris

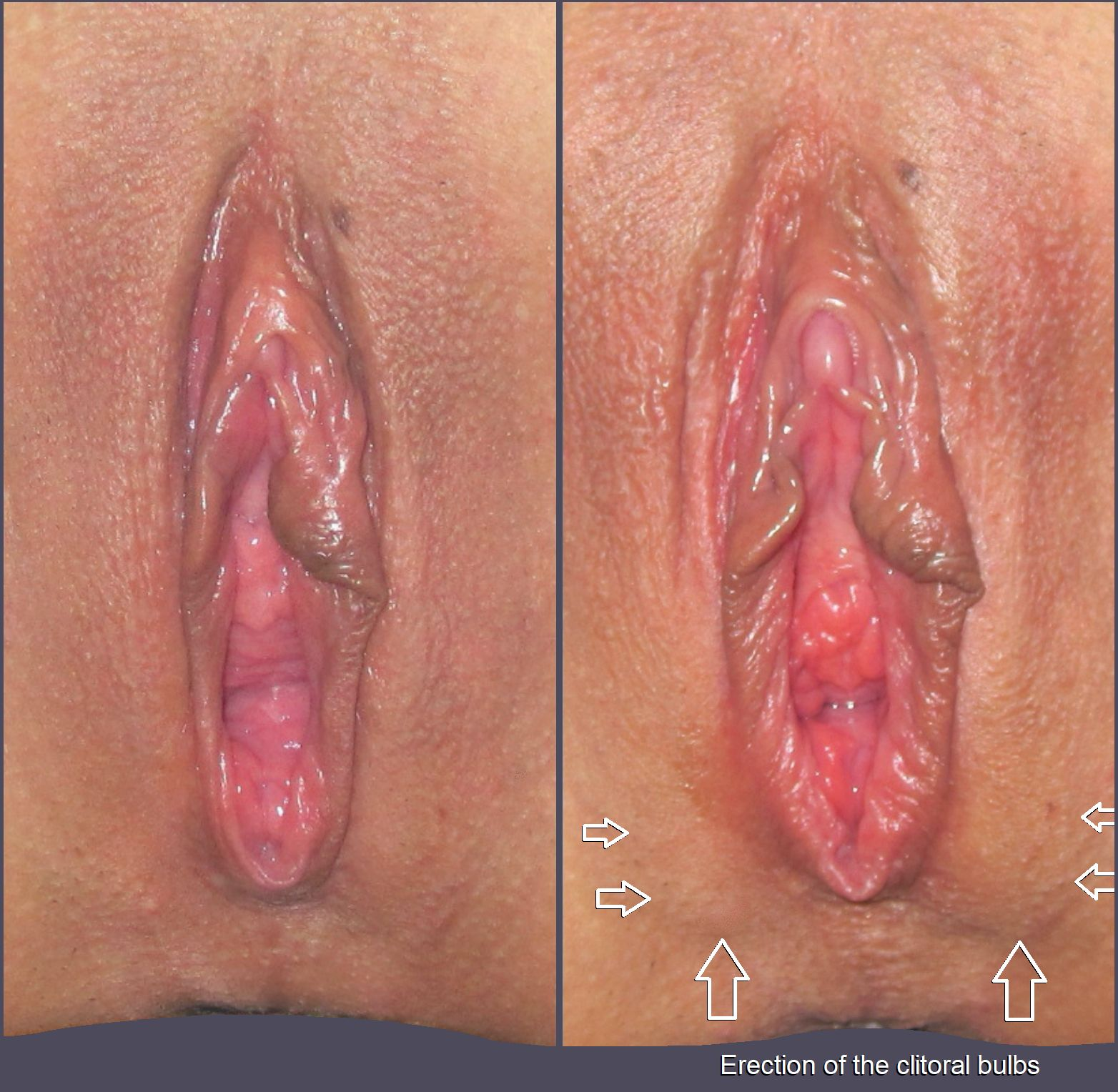
Imagen izquierda: Excitación sexual leve. Imagen de la derecha: Excitación sexual intensa con erección de los bulbos vestibulares bajo la piel a ambos lados del orificio vaginal y exposición del glande del clítoris.

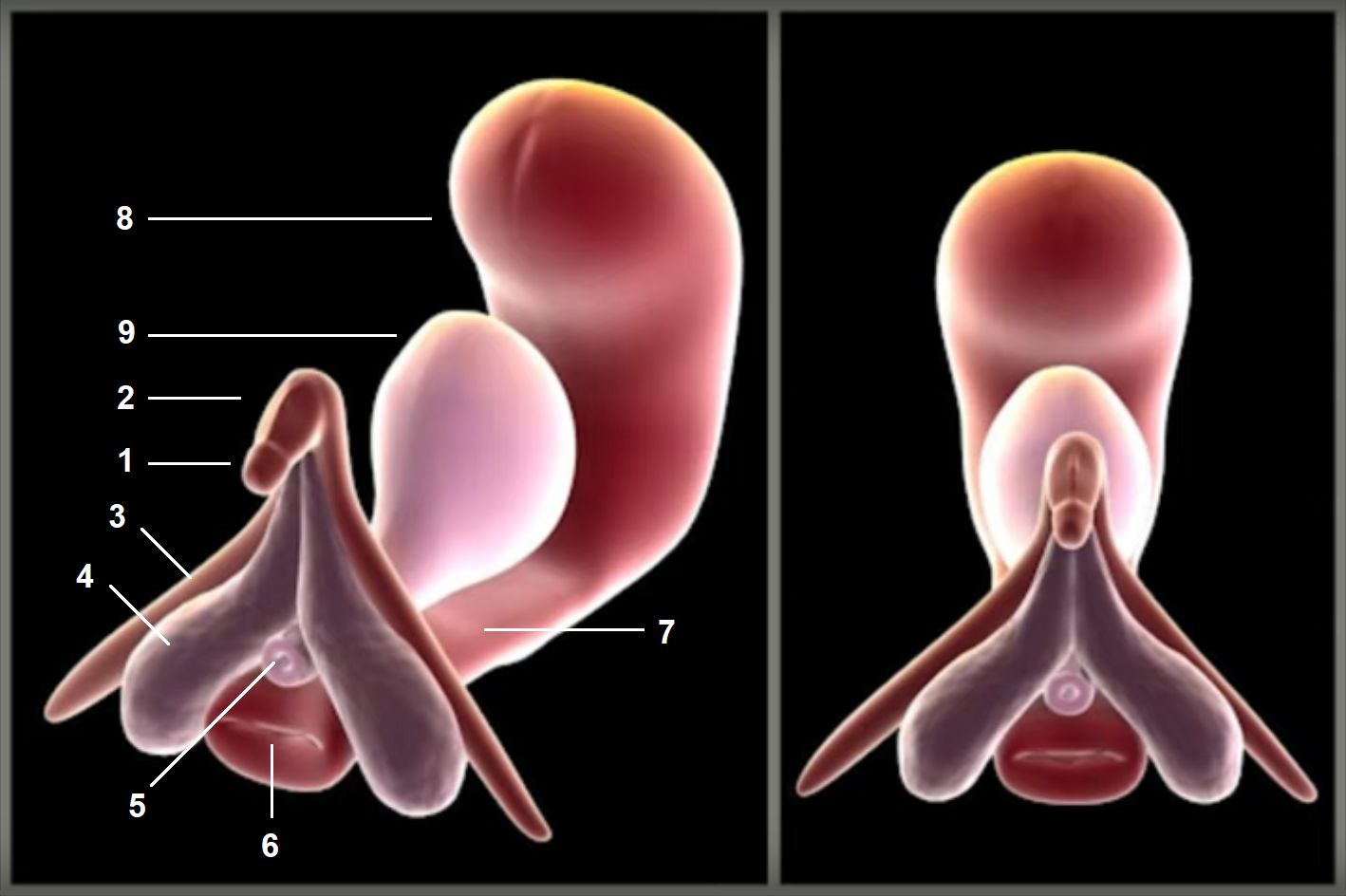
Imagen en 3D del clítoris en estado de erección (con los órganos adyacentes del útero y la vejiga urinaria).

Erección del clítoris (también conocida como tumescencia del clítoris o erección femenina) es un fenómeno fisiológico en el que el clítoris se agranda y se vuelve firme.
La erección del clítoris es el resultado de una compleja interacción de factores psicológicos, neuronales, vasculares y endocrinos, y suele estar asociada, aunque no exclusivamente, a la excitación sexual. Las erecciones deberían remitir con el tiempo, y el estado prolongado de erección del clítoris incluso sin excitación es una condición que podría llegar a ser dolorosa. Esta hinchazón y contracción hasta un estado de relajación parece estar relacionada con los efectos del óxido nítrico en los tejidos del clítoris, de forma similar a su papel en la erección del pene.

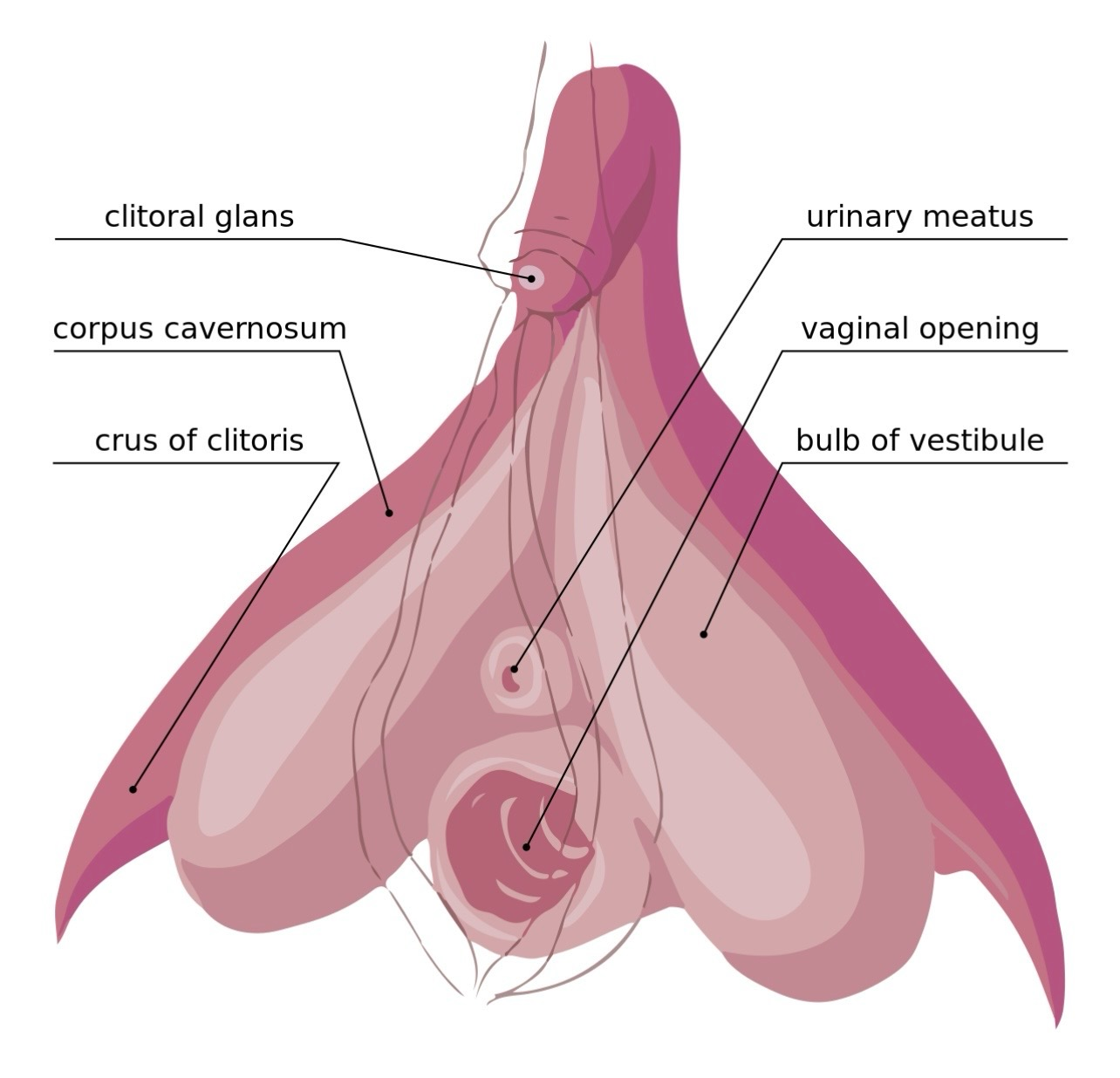
La anatomía interna de la vulva humana, con el capuchón del clítoris y los labios menores indicados con líneas.

El clítoris es el homólogo del pene en el varón. Del mismo modo, el clítoris y su erección pueden diferir sutilmente en tamaño.
La parte visible del clítoris, el glande clitoridiano, tiene un tamaño que varía entre unos milímetros y un centímetro y está situado en la unión anterior de los labios menores (labios internos), por encima del orificio de la uretra. Está cubierto por el capuchón del clítoris.
Cualquier tipo de movimiento puede aumentar el flujo sanguíneo hacia este órgano, lo que se traduce en un aumento de las secreciones que lubrican la vagina. Hay muchas formas de estimular el clítoris.
La erección del clítoris se produce cuando los cuerpos cavernosos, dos estructuras eréctiles expansibles, se llenan de sangre. Esto puede deberse a diversos estímulos fisiológicos, incluida la excitación sexual. Durante la excitación sexual, aumenta el flujo sanguíneo arterial al clítoris y el músculo liso trabecular del clítoris se relaja, lo que permite que la sangre inunde los tejidos eréctiles.  Los músculos isquiocavernoso y bulboesponjoso se contraen para comprimir la vena dorsal del clítoris y detener el drenaje del clítoris, atrapando la sangre. Los tejidos eréctiles se componen de espacios vasculares revestidos de endotelio en una matriz trabecular, con los espacios vasculares revestidos de endotelio rodeados de músculo liso capaz de contraerse y relajarse.
Durante la excitación sexual, aumenta el flujo sanguíneo arterial hacia el clítoris y, dentro de éste, las arterias se ramifican para irrigar los tejidos eréctiles. Los músculos lisos trabeculares del tejido eréctil se relajan, lo que aumenta el flujo sanguíneo que llena los espacios vasculares y expande los tejidos eréctiles hasta que se llenan completamente de sangre. Los músculos isquiocavernoso y bulbocavernoso se contraen, comprimiendo la vena dorsal del clítoris. Esta compresión de la vena restringe el drenaje de las estructuras eréctiles, atrapando la sangre. Este proceso estira la túnica albugínea. Como resultado, el clítoris se vuelve tumescente para adaptarse al aumento de la presión intracavernosa. La túnica albugínea del clítoris está formada por una sola capa, por lo que es más elástica que la túnica albugínea del pene, que está compuesta por dos capas. Erick Janssen (2007) explica que «los cuerpos cavernosos del clítoris son esencialmente similares a los del pene, salvo que no existe una capa subalbugínea interpuesta entre la túnica albugínea y el tejido eréctil. En el pene, este tejido se llena de sangre durante la excitación sexual y se comprime contra la túnica, que no cede, creando la rigidez del pene, una verdadera erección. La ausencia de este plexo en el clítoris indica que, si bien el órgano puede volverse tumescente o hincharse, no puede, como el pene, volverse rígidamente erecto. Así pues, el clítoris no se erecta con la excitación sexual, sino que se congestiona». Además, la túnica albugínea que rodea el glande es más fina que la que rodea el cuerpo, tanto en el clítoris como en el pene. Esto confiere al glande menos firmeza en relación con el cuerpo. La extrusión del glande y el adelgazamiento de la piel aumentan la sensibilidad al contacto físico. Una vez que la mujer ha llegado al orgasmo, la erección suele terminar, pero esto puede llevar tiempo.

## Condiciones médicas

### Priapismo del clítoris
El priapismo, aunque es más frecuente en varones, es una afección que también puede afectar al clítoris. Los síntomas incluyen congestión dolorosa, hinchazón y dolor en la zona alrededor del clítoris.

## Otros animales
En los monos capuchinos, la erección del clítoris es posible y lo hace más visible que en su estado relajado, en el que queda oculto por un pliegue prepucial.